# 乌斯季库达市镇
乌斯季库达市镇（俄语：Усть-Кудинское муниципальное образование）是俄罗斯联邦伊尔库茨克州伊尔库茨克区所属的一个市镇。其下辖有1个居民点，行政中心为乌斯季库达。据2016年统计，该市镇的人口为2246人。